# Фёдоровка (Молдова)
Федореука (рум. Fedoreuca) — село в Оргеевском районе Молдавии. Наряду с сёлами Чокылтяны и Новое Клишово входит в состав коммуны Чокылтяны.

## География
Село расположено на высоте 53 метров над уровнем моря.

## Население
По данным переписи населения 2004 года, в селе Федореука проживает 499 человек (241 мужчина, 258 женщин).
Этнический состав села:
| Национальность | Число жителей | Процентный состав |
| -------------- | ------------- | ----------------- |
| молдаване      | 477           | 95.59             |
| румыны         | 17            | 3.41              |
| русские        | 3             | 0.6               |
| украинцы       | 2             | 0.4               |
| Всего          | 499           | 100 %             |

## Известные уроженцы
- Казимирова, Екатерина Григорьевна (1921—2012) — советская актриса, народная артистка Молдавской ССР (1960).